# Skanderborg Sogn
Skanderborg Sogn – tidligere Skanderup Sogn – er et sogn i Skanderborg Provsti (Århus Stift).
I 1800-tallet var Skanderup Sogn og Stilling Sogn annekser til Skanderborg købstad. Begge sogne hørte til Hjelmslev Herred i Skanderborg Amt. De udgjorde Skanderup-Stilling sognekommune. Den blev i starten af 1960'erne indlemmet i Skanderborg købstad, der ved kommunalreformen i 1970 blev kernen i Skanderborg Kommune.
I Skanderborg Sogn ligger Skanderup Kirke fra Middelalderen og Skanderborg Slotskirke fra 1572.
I sognet findes følgende autoriserede stednavne:
- Eskebæk (bebyggelse)
- Forlev (bebyggelse, ejerlav)
- Hestehaven (bebyggelse, ejerlav)
- Holskovhuse (bebyggelse)
- Ladegårde Mark (bebyggelse)
- Mossøbrå (bebyggelse)
- Olesbjerg (bebyggelse)
- Remmerhuse (bebyggelse)
- Skanderborg (købstad, stationsby)
- Slotsholmen (bebyggelse)
- Sølyst (bebyggelse)
- Tåning Å (vandareal)
- Vrold (bebyggelse, ejerlav)

Tidligere var bebyggelsen Gram en del af sognet, men den blev i 1984 overført til Stilling Sogn.